# كتابة المجموع

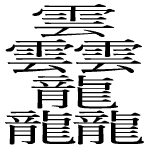
(龘) لفظ مركب من لفظين مضعفين (مكررين مرتين). معناه "مثل التنين"

كتابة المجموع هي نظام الكتابة المتبع لرسم الألفاظ الصينية حرفا بحرف وبالتتابع.
يقول صاحب أبجد العلوم: «ولهم كتابة يقال لها كتابة المجموع وهو أن كل كلمة تكتب بثلاثة أحرف أو أكثر في صورة واحدة. ولكل كلام طويل شكل من الحروف يأتي علم المعاني الكثيرة فإذا أرادوا أن يكتبوا ما يكتب في مائة ورقة كتبوه في صفحة واحدة  بهذا القلم.»

## معرض صور
